# Mendogo (Ngimbang)
Mendogo is een bestuurslaag in het regentschap Lamongan van de provincie Oost-Java, Indonesië. Mendogo telt 2209 inwoners (volkstelling 2010).